# Fort Minor
Fort Minor – amerykańska grupa hip-hopowa stworzona przez Mike'a Shinodę z Linkin Park wraz z zespołem Styles of Beyond. Pomocnikami w projekcie FM są: Black Thought, Common, Kenna Joe, Lupe Fiasco, Apathy, Celph Titled, Sixx John, John Legend, Chester Bennington, Holly Brook. Mike chciał, by uczestniczyli w nim tylko jego przyjaciele, by miał z tworzenia większą przyjemność. Sam mówi, że jego muzyka to underground rap. Nazwałem ten projekt Fort Minor, gdyż zbyt dużo ludzi w nim uczestniczyło, by podpisywać go wyłącznie moim imieniem. Wszystkie utwory na płycie The Rising Tied zostały stworzone przez Mike'a, zarówno biorąc pod uwagę proces jej tworzenia, jak i miksowania. Grupa powróciła w 2015 roku, wraz z singlem Welcome.

## Historia
Mike po raz pierwszy o Fort Minor wspomniał w 2004 roku podczas trasy koncertowej Projekt Revolution i pracy nad Collision Course. Z tęsknoty za swoimi korzeniami hip-hopowymi postanowił wydać płytę solo. Oficjalnie jednak o pracach nad The Rising Tied i o powstaniu zespołu powiedział w czerwcu 2005 roku. 24 października powstał klub Fort Minor Militia wzorowany na Linkin Park Underground. Przed wydaniem The Rising Tied wydano single Petrified, Remember The Name i The Petrified/Remember The Name EP, a także demo The Rising Tied Album Sampler (wydane wyłącznie dla zarejestrowanych w Fort Minor Street Team) i DJ Green Lantern Presents Fort Minor: We Major (wydany za darmo w internecie), który zawiera zarówno utwory, których na The Rising Tied nie ma, jak i przeróbki istniejących albumów. 22 listopada zespół wydał płytę The Rising Tied. W 2015 roku zespół został reaktywowany. 22 czerwca wypuścił singiel "Welcome", który ma być grany na koncertach Linkin Park.

## Dyskografia

### Albumy
- The Rising Tied (2005)

### Mixtape'y
- Fort Minor: Sampler Mixtape (2006)
- DJ Green Lantern Presents Fort Minor: We Major (2006)

### Single
| Rok  | Tytuł               | Pozycja | Pozycja | Pozycja | Pozycja | Pozycja | Pozycja | Pozycja | Pozycja | Pozycja | Pozycja | Album           |
| Rok  | Tytuł               | US      | AUS     | AUT     | FIN     | FRA     | GER     | NLD     | NZ      | SWI     | UK      | Album           |
| ---- | ------------------- | ------- | ------- | ------- | ------- | ------- | ------- | ------- | ------- | ------- | ------- | --------------- |
| 2005 | "Petrified"         | –       | –       | –       | –       | –       | –       | –       | –       | –       | –       | The Rising Tied |
| 2005 | "Remember the Name" | 66      | –       | –       | –       | –       | –       | –       | –       | –       | –       | The Rising Tied |
| 2005 | "Believe Me"        | –       | 43      | 47      | 5       | –       | 29      | 58      | –       | –       | 92      | The Rising Tied |
| 2006 | "Where'd You Go"    | 2       | 41      | 29      | 8       | 24      | 18      | 15      | 14      | 62      | –       | The Rising Tied |
| 2015 | "Welcome"           | –       | –       | –       | –       | –       | –       | –       | –       | –       | –       |                 |

## Teledyski
| Rok  | Tytuł               | Reżyser         |
| ---- | ------------------- | --------------- |
| 2005 | "Petrified"         | Robert Hales    |
| 2005 | "Remember the Name" | Sunu Gonera     |
| 2005 | "Believe Me"        | Laurent Briet   |
| 2006 | "Where'd You Go"    | Philip Andelman |